# Peter Ishiodu
Peter Ishiodu (Basilea, 7 febbraio 1991) è un ex cestista, allenatore di pallacanestro e arbitro di pallacanestro svizzero.

## Palmarès
- Lega Nazionale B: 1

SAM Massagno: 2007-08